# Jorge Roldán
Pour les articles homonymes, voir Roldán.
Jorge Roldán Popol né le 16 novembre 1940 à Guatemala et mort le 8 juin 2023, connu sous le surnom de El Grillo, est un footballeur et entraîneur guatémaltèque. 
Il fait partie de la sélection guatémaltèque aux Jeux olympiques 1968 en tant que joueur, puis comme entraîneur lors des Jeux olympiques 1988. 

## Biographie
Roldán fait ses débuts dans la Ligue guatémaltèque avec Aurora en 1958, à l'âge de 18 ans, alors sous la conduite de l'entraîneur Rubén Amorín. Il aide Aurora à remporter trois titres de champion national en quatre ans (1965, 1967 et 1968), les trois premiers championnats remportés par le club. Il joue pour Aurora de 1958 à 1973 et en devient capitaine. Il marque 111 buts toutes compétitions confondues, ce qui en fait le plus grand buteur du club de tous les temps. 
Il aide Aurora à atteindre la finale de la Copa 1972 Fraternidad contre Deportivo Saprissa. Au match aller disputé à domicile, il marque le penalty de l’égalisation à 1-1, score final. Au match retour au Costa Rica, Aurora perd 0-1, et c’est Saprissa qui remporte la coupe.
Roldán est le premier footballeur guatémaltèque à jouer en professionnel pour un club en Espagne quand il joue pour Hércules CF en 1972. Il prend sa retraite en 1974 et devient entraîneur peu de temps après.

## Clubs

### Joueur
- 1958-1973 :  Aurora FC
- 1973-1974 :  Hércules Alicante

### Entraîneur
- 1974-1975 :  Aurora FC
- 1976-1978 :  Once Municipal
- 1979-1982 :  Aurora FC
- 1985-1986 :  Aurora FC
- 1988 :  Guatemala olympique
- 1988-1989 :  Guatemala
- 1992-1993 :  Aurora FC
- 1994-1995 :  Aurora FC